# Howlin' Banana Records
Howlin' Banana Records est un label de rock indépendant français basé à Maisons-Alfort. Il a été fondé en 2011 par Tom Picton. 

## Catalogue
- Double Date With Death
- Magon[3]
- Cathedrale
- Volage
- Kaviar Special
- TH Da Freak
- Blondi's Salvation
- Sapin
- Brace! Brace!
- Bootchy Temple